# اسلام‌بک آلبیف
اسلام‌بِک آلبیف (به روسی: Исламбек Альбиев) (زادهٔ ۲۸ دسامبر ۱۹۸۸) کشتی‌گیر فرنگی‌کار اهل روسیه در دسته‌های ۶۰ و ۶۶ کیلوگرم کشتی فرنگی است. آلبیف برندهٔ مدال طلای المپیک ۲۰۰۸ پکن و یک مدال طلا (۲۰۰۹) و یک نقره (۲۰۱۳) از مسابقات قهرمانی کشتی جهان است. او همچنین دو مدال طلای مسابقات قهرمانی کشتی اروپا (۲۰۰۹، ۲۰۱۶) را کسب کرده است.
آلبیف پس از کسب این مدال که با پیروزی بر ویتالی رحیموف از آذربایجان در فینال اولین روز مسابقات کشتی المپیک در ۲۲ اوت به دست آمد و به همراه مدال طلای هموطنش نظیر مانکیف در ۵۵ کیلو برندگان اولین مدال‌های طلای روسیه در این المپیک بودند. این پیروزی دست کم ۶۰۰ هزار دلار نیز برای هر یک از آنان ارزش داشت. آلبیف با توجه به جنگی که در قفقاز میان ارتش روسیه و گرجستان در اوستیای جنوبی و آبخازیا در جریان بود، در اولین مصاحبه خود گفت:

- من در این لحظه به هیچ چیز جز صلح نمی‌اندیشم. باید از مربی‌ام و سرمربی نمایندگان کشتی روسیه تشکر کنم. به ویژه احترام خود به تمام کسانی که در خانه خود از پای تلویزیون مرا تشویق و حمایت می‌کردند، اعلام می‌کنم. و البته دوست دارم به پدر و مادرم بگویم: از شما متشکرم!

وی در سال ۲۰۱۶ میلادی در المپیک ریو در وزن ۶۶ کیلو حاضر بود که در دور اول یونات پانایت از رومانی را شکست داد اما در دور بعد از رسول چونایف کشتی گیر آذربایانی شکست خورد و از دور رقابت ها کنار رفت.